# Döme Lajos
Döme Lajos (Cegléd, 1809 körül vagy 1817 – Zalaegerszeg, 1870. augusztus 3.) színész, színigazgató. 

## Életútja
Súgóként kezdte színészi pályafutását 1833-ban. Debrecenben lépett színpadra, ezután 1833–34-ben a budai Várszínháznál működött mint súgó. Ezután élete végéig vándorszínész volt. 1837-ban Szegeden működött Abday Sándornál, 1840-ben Nagyszebenben Pály Elek társulatában. 1843-ban a marosvásárhelyi Apolló-ház színpadán lépett fel. 1845-46-ban Kolozsvárott játszott, s több különféle városban megfordult. 1849-ben megint Szeged következett, 1860-ban Pázmán Mihálynál szerepelt Kalocsán, majd 1869-ben Székesfehérvárott Miklósy Gyula társulatában. 
Rendezett, volt színigazgató, de színpadi gépészként is dolgozott. Komikus és apaszerepekben láthatta a közönség. A »Hölgyfutár« tudósítója így jellemzi: »A komikumban jelentékeny tehetség, sokoldalú színész, ki most Ugri Miskát, majd a fiatal csikóst, majd ismét valami kedélyes öreget játszik s mindegyikben ember a talpán.«
Felesége: Bálint Rozália, született 1833-ban, meghalt 1873. február 11-én, Sepsiszentgyörgyön. 

## Fontosabb szerepei
- Csákány Laci (Munkácsy J.: Garabonciás diák)
- András (Szigligeti Ede: Csikós)
- Zajtay (Gaál J.: A peleskei nótárius)